# Star Wars Resistance
Războiul Stelelor: Rezistența (engleză Star Wars Resistance) este un serial de animație american produs de Lucasfilm Animation. Serialul urmărește pe Kazuda Xiono, un pilot al Noii Republici care este recrutat de Rezistență să spioneze amenințarea în creștere a Primului Ordin la scurt timp înainte de și în timpul evenimentelor din trilogia sequel.
Serialul a avut premiera pe Disney Channel pe 7 octombrie 2018, și a debutat ziua următoare pe Disney XD în Statele Unite și toată lumea. Douăsprezece scurtmetraje au debutat pe canalul de YouTube al Disney Channel în decembrie 2018.
Al doilea și ultimul sezon a avut premiera pe 6 octombrie 2019 pe Disney Channel, Disney XD și DisneyNow. Serialul s-a încheiat pe 26 ianuarie 2020 după 40 de episoade.
Rezistența a primit o recepție general pozitivă din partea criticilor. Serialul a fost nominalizat la Premiul Primetime Emmy pentru cel mai bun program pentru copii pentru ambele sezoane ale sale. A câștigat Premiul Saturn pentru cel mai bun serial animat de televiziune în 2019 pentru sezonul său de debut.

## Personaje
- Christopher Sean - Kazuda Xiono
- Scott Lawrence - Jarek Yeager
- Josh Brener - Neeku Vozo
- Suzie McGrath - Tam Ryvora
- Justin Ridge - R1-J5

## Episoade
| Nr. | Titlu                     | Regizat de                | Scris de                                           | Data difuzării    | Cod de producție | U.S. telespectatori (milioane) |
| --- | ------------------------- | ------------------------- | -------------------------------------------------- | ----------------- | ---------------- | ------------------------------ |
| 1 & 2 | „The Recruit”             | Steward Lee and Saul Ruiz | Poveste de: Dave Filoni Scenariu de: Brandon Auman | 7 octombrie 2018  | 101 & 102        | 0.33                           |
| Tânărul pilot al Noii Republici, Kazuda Xiono, este recurat în Rezistență de comandorul Poe Dameron. Poe îl duce pe Kaz pe Colossus, o stație de reîncărcare cu combustibil de pe planeta ocean Castilon. Misiunea lui Kaz este să găsească informații despre Primul Ordin. El trebuie să intre în contact cu piloții de aici, ași în ale zborului care au competiții dese. Prietenul lui Poe, Jarek Yaeger, devine noul șef al lui Kaz care este angajat ca mecanic și pilot al unei nave vechi, Fireball, care necesită reparații capitale pentru ca să participe în competiția aeriană. Din cauza unei neînțelegeri, datorită vorbelor lui Kaz că ar fi cel mai bun pilot din galaxie, aceasta este înscris și obligat să participe în cursă. După ce face o bună cursă, Kaz se prăbușește cu Fireball în apă. |                           |                           |                                                    |                   |                  |                                |
| 3 | „The Triple Dark”         | Sergio Paez               | Kevin Burke and Chris Wyatt                        | 14 octombrie 2018 | 103              | 0.47                           |
| 4 | „Fuel for the Fire”       | Bosco Ng                  | Eugene Son                                         | 21 octombrie 2018 | 104              | 0.39                           |
| 5 | „The High Tower”          | Steward Lee               | Stephany Folsom                                    | 28 octombrie 2018 | 105              | 0.38                           |
| 6 | „The Children from Tehar” | Saul Ruiz                 | Paul Giacoppo                                      | 4 noiembrie 2018  | 106              | 0.41                           |
| 7 | „Signal from Sector Six”  | Sergio Paez               | Brandon Auman                                      | 11 noiembrie 2018 | 107              |                                |
| 8 | „Synara's Score”          | Bosco Ng                  | Gavin Hignight                                     | 18 noiembrie 2018 | 108              |                                |
| 9 | „The Platform Classic”    | Steward Lee               | Kevin Burke & Chris Wyatt                          | 25 noiembrie 2018 | 109              |                                |
| 10 | „Secrets and Holograms”   |                           |                                                    | 2 decembrie 2018  | 110              |                                |
| 11 | „Station Theta Black”     |                           |                                                    | 9 decembrie 2018  | 111              |                                |
| Când Poe și Kaz găsesc o veche bază a Primului Ordin, BB-8 descoperă că nu este chiar așa de abandonată. |                           |                           |                                                    |                   |                  |                                |

## Legături externe
- Site web oficial
- Star Wars Resistance pe Enciclopedia Oficială StarWars.com
- Star Wars Resistance la Internet Movie Database
- Star Wars Resistance la Wookieepedia: un wiki Războiul stelelor